# Melidectes fuscus
Melidectes fuscus là một loài chim trong họ Meliphagidae.